# Tlatilco
Tlaltilco és un assentament prehispànic de la vall de Mèxic, situat prop de la comunitat del mateix nom a l'estat de Mèxic. La cultura de Tlatilco és una de les primeres a assentar-se a Anáhuac, a les vores del llac de Texcoco. La seva ubicació històrica es troba en el Període Preclàssic mitjà, entre 1500 aC i 500 aC.
Tlatilco destaca en particular per les seves peces de ceràmica d'alta qualitat, moltes amb iconografia olmeca, i les seves figuretes, incloent figuretes de cara de nadó d'estil olmeca. Molt més, però, sembla estar en una tradició ceràmica nativa. Aquests artefactes d'estil olmeca han portat a especulacions sobre la naturalesa de les influència olmeca en altres cultures mesoamericanes.
El jaciment de Tlatilco va ser utilitzat en els temps moderns com a font d'argila per a la fabricació de maons. A la dècada de 1930, molts dels artefactes antics descoberts van arribar a les mans de col·leccionistes, inclòs Miguel Covarrubias, artista i etnògraf. Covarrubias va dirigir la primera excavació controlada el 1942. El 1949, més de 200 enterraments van ser identificats a Tlatilco, el que va portar a la seva categorització com a necròpolis. Van seguir dues excavacions arqueològiques importants, amb més de 500 enterraments finalment identificats, molts amb ofrenes de tombes intactes. L'última temporada de camp també va dur a terme una enquesta sistemàtica d'estructures no funeràries, la qual cosa va portar a adonar-se que aquests centenars d'enterraments aparentment estaven situats sota cases antigues — tot i que no en queda cap rastre — així com entre els diversos pous d'escombraries, i que Tlatilco no era una necròpolis, sinó més aviat un gran centre de capçalera.
Molts enterraments, principalment d'individus d'alt estatus, mostren evidències de mutilació dental i deformació craniana artificial, molt probablement mitjançant l'ús de bressols portàtils.
L'agricultura dels tlatilcans es va centrar en el blat de moro, però també incloïa fesols, Amaranthus, carbassa, i pebrots. Aquestes plantes es van complementar amb diverses aus de corral, incloent ocells migratoris, conills salvatges i altres mamífers més petits, i cérvols i antílops.
Tlatilco va assolir el seu apogeu durant el període del 1000 al 700 aC, durant l'horitzó arqueològic olmeca. La següent fase zacatenco (700-400 aC) va veure un cessament de l'ús de la iconografia i les formes olmeques.

## Figuretes de ceràmica
A molts enterraments de Tlatilco s'han trobat figuretes de petites dimensions -n'hi ha de menys de 3 cm- realitzades en ceràmica. Majoritàriament, representen dones nues, acròbates en posicions impossibles, ballarines, nens mamant, etc.
Gairebé totes aquestes figures estan representades de manera frontal i les mans i els peus són petits bonys amb els dits representats per incisions al material.

## Pretty ladies
Les figures femenines, també anomenades pretty ladies, Són figures amb marcats trets sexuals i una funció expressiva associada a ritus de fertilitat. El que no interessa (braços, cames, etc.) és molt esquemàtic. El tors, el pit, la vulva, els ornaments i el cap estan molt treballats. Els ulls estan realitzats mitjançant incisions.
Les "pretty ladies" són més esquemàtiques i porten una espècie de pantalons o faldilles que recorden a les panotxes de blat. En alguns casos són tan esquemàtiques que semblen contemporànies.
Creien que les qualitats humanes residien en el cap i és per aquest motiu que aquesta part es treballa molt atentament. Es tendeix a crear les figures amb volums esfèrics.
Les orelleres eren un ornament molt freqüent a l'època i pesaven tant que acaben deformant el lòbul de l'orella. Aquest ornament es troba en moltes d'aquestes figures.
Hi ha moltes figures que només representen caps i no se sap si formaven part d'un ritual o si es van decapitar intencionadament.

## Altres mostres de ceràmica
Hi ha també màscares que tenen a veure amb la mort. Aquest és un tema de representació i alhora religiós que es manté des de l'època arcaica fins als asteca, que és el de la unió entre vida i mort. Aquestes màscares solen ser una faç meitat viva, meitat morta que dona a entendre que els oposats estan inexplicablement units i que la vida és un cercle etern.